# Neros cirkus
Neros cirkus, även benämnd Caligulas cirkus, var en cirkus, belägen på Vatikanska kullen i antikens Rom. Cirkusen påbörjades av kejsar Caligula och slutfördes av kejsar Claudius. På cirkusens spina, det vill säga mittbarriär, lät Caligula uppresa Vatikanobelisken. Cirkusen mätte 161 x 90 meter.
År 65 ägde den första avrättningen av kristna rum på cirkusen; enligt traditionen skall aposteln Petrus ha korsfästs där två år senare. Avrättningarna av kristna beskrivs av Publius Cornelius Tacitus i dennes Annales (XV:44).
Cirkusen övergavs i mitten av 100-talet e.Kr. och år 325 konsekrerades en basilika åt aposteln Petrus på platsen. De sista resterna av Neros cirkus förstördes omkring år 1450 och år 1506 lades grundstenen till den nya Peterskyrkan.

## Bilder
| - Neros cirkus i relation till den gamla Petersbasilikan och den nuvarande Peterskyrkan. |